# اسماعیل نوری‌علا
اسماعیل نوری‌علا (زادهٔ ۲۳ بهمن ۱۳۲۱) نویسنده، شاعر، منتقد ادبی، استاد دانشگاه، کارگردان و فعال سیاسی ایرانی و یکی از منتقدان دین اسلام و نظام جمهوری اسلامی ایران است. او همچنین برادر پرتو نوری‌علا می‌باشد.
او از فعال‌ترین شاعران و منتقدان و روزنامه‌نگاران و از پیگیرترین مفسران و مدافعان شعر موج نو در دهه‌های چهل و پنجاه بود. او به همراه احمدرضا احمدی، محمدعلی سپانلو، غفار حسینی و نادر ابراهیمی، انتشارات طرفه را به نیت دفاع از هنر موج نو و پشتیبانی از هنرمندان موج نویی (به‌ویژه شاعران)، در اوایل دههٔ چهل تأسیس کرده بود و با انتشار چندین جُنگ و داستان و مجموعهٔ اشعار و نگارش مقالات فراوان در نشریات متعدد توانسته بود که حرکت موج نو را تسریع کند. او هچنین از سال ۲۰۰۷ تا ۲۰۱۳ مدیر مسئول و سردبیر نشریهٔ سکولاریسم نو بود که بعدها این نشریه در سایت «جنبش سکولار دموکراسی ایران» ادغام شد.

## زندگی
اسماعیل نوری علا (پیام) در بیست و سوم بهمن ۱۳۲۱ در تهران به دنیا آمد. در ۱۳۴۰ در رشته ریاضی در دبیرستان مروی فارغ‌التحصیل شد و در همان سال، در رشته زبان و ادبیات انگلیسی دانشکده ادبیات تهران پذیرفته شد. در سال ۱۳۴۳ و پس از اخذ مدرک لیسانس، تحصیل در دانشسرای عالی را نیز به پایان رساند. در سال ۱۳۴۷ دوره فوق لیسانس رشته علوم اجتماعی دانشگاه تهران را گذراند و در سال ۱۳۶۱ از دانشگاه لندن در رشته جامعه‌شناسی سیاسی فارغ‌التحصیل شد.
او از ۱۵ سالگی کار در مطبوعات را با همکاری با صفحه کودکان مجله آسیای جوان آغاز کرد و نخستین ترجمه‌هایش دربارهٔ مسائل مربوط به سینما را از سال ۱۳۳۷ در مطبوعات سینمایی به چاپ رساند. پس از سال‌ها نخستین اشعار نوی او از سال ۱۳۴۱ در مطبوعات ایران به چاپ رسیدند و از سال ۱۳۴۴ به جمع منتقدان شعر نوی فارسی پیوست. از او تاکنون ۹ مجموعه شعر منتشر شده است. او در سال ۱۳۴۸ کتاب مفصل خود دربارهٔ تاریخ و مقولات شعر نو را با نام صور و اسباب منتشر کرد. در سال ۱۳۷۴ نیز کتاب مفصل دیگر او با نام تئوری شعر: از موج نو تا شعر عشق در لندن به چاپ رسید است. نوری‌علا در طول دوره نویسندگی خود از نام‌های مستعاری چون «ا. ن. پیام» و «ماهیار» استفاده می‌کرد.
نوری‌علا از سال ۱۳۴۲ دست به ترجمه کتاب‌های متعددی در زمینه نقاشی، معماری و سینمای مدرن زد و از سال ۱۳۴۴، به نوشتن نقد فیلم پرداخت. از سال ۱۳۴۷ در جشنواره‌های متعدد سینمایی به‌عنوان عضو هیئت داوران شرکت داشت و در سال ۱۳۴۹ نخستین فیلم سینمایی خود را با نام مردان سحر نوشت و کارگردانی کرد. سال بعد دومین فیلم او به نام مطرب ساخته شد. در سال ۱۳۵۶ نیز دست به تولید ۸ فیلم مستند دربارهٔ هنرهای ایران زد که به زبان انگلیسی و برای پخش در تلویزیون‌های اروپا و آمریکا تهیه شده بودند. در سال ۱۳۴۲ یکی از مؤسسان انتشارات طرفه بود و در سال ۱۳۴۳ نشریه ادبی–فرهنگی آن را سردبیری کرد و در همان سال به‌عنوان منتقد شعر و سینما در مجله بامشاد به کار پرداخت. در سال ۱۳۴۴ به‌عنوان معاون سردبیر مجله نگین در انتشار آن نشریه همکاری کرد و در همان سال مجله‌ای ویژه شعر مدرن ایران با نام جزوه شعر را منتشر ساخت که جریان «موج نوی شعر ایران» از آن برخاسته است. او در سال ۱۳۴۵ مسئول صفحات فرهنگی مجله خوشه شد و این صفحات را با نام «هوای تازه» اداره کرد. از سال ۱۳۴۶ به‌عنوان یکی از مسئولان صفحات شعر مجله فردوسی انتخاب شد و فعالیت‌های خود را در آن نشریه متمرکز ساخت.
در روز اول اردیبهشت سال ۱۳۴۷، در جلسهٔ شلوغی در خانهٔ جلال آل‌احمد «کانون نویسندگان ایران» رسماً فعالیت خود را آغاز کرد. بنا بر پیش‌بینی اساسنامه، ۴۹ تن از امضاکنندگان بیانیهٔ اول اسفند ۱۳۴۶ که در جلسه حضور داشتند، «هیئت مؤسس» نامیده شدند و از میان آن‌ها کمیسیونی مأمور شد که مقدمات انتخابات هیئت دبیران کانون را، مطابق اساسنامه فراهم آورد. یکی دو هفته بعد، در خانهٔ جعفر کوش‌آبادی انتخاب هیئت دبیران انجام شد. اسماعیل نوری‌علاء در این انتخابات به عنوان یکی از اعضای نخستین هیئت دبیران کانون نویسندگان ایران و سمت «منشی کانون» انتخاب شد. در انتخابات دورهٔ دوم کانون اسماعیل نوری‌علاء با ۲۵ رأی به همراه رضا براهنی با ۱۳ رأی به عنوان عضو علی‌البدل دومین دورهٔ کانون نویسندگان ایران برگزیده شدند.
در سال ۱۳۴۷ یکی از ۹ نفر مؤسسان کانون نویسندگان ایران، دو بار عضو هیئت دبیران و نیز منشی تمام دوران نخست فعالیت این کانون بود. اما پس از انقلاب ۱۳۵۷ در اعتراض به سیاست‌های هیئت دبیران کانون که منجر به اخراج برخی از اعضاء مؤسس کانون شد از آن استعفاء داد. در سال ۱۳۵۴ برای ادامه تحصیل به انگلستان رفت. دو ماه پس از انقلاب ۱۳۵۷ به ایران بازگشت و سپس، در سال ۱۳۶۱ برای آخرین‌بار از ایران خارج شده و به انگلستان پناهنده شد. در آنجا مؤسس «گروه ایران کوچک» و یکی از مؤسسان «انجمن نویسندگان و هنرمندان ایرانی» بود. نشریه پویشگران نتیجه این همکاری محسوب می‌شود. اسماعیل نوری‌علا و شکوه میرزادگی در سال ۱۹۹۰ با هم ازدواج کرده و در سال ۱۹۹۴ به کشور آمریکا مهاجرت کردند و در ایالت کلرادو ساکن شدند. آنها در طی سال‌های اقامت خود در کلرادو نخست به باز تأسیس «انجمن فرهنگی پویشگران» اقدام کرده و سپس به ادامه انتشار نشریه پویشگران پرداختند.
آنها از سال ۲۰۰۲ برنامه تلویزیونی «کارگاه اندیشه» و از سال بعد برنامه رادیو–تلویزیونی «بر میز تشریح» و از سال ۲۰۰۵ برنامه «در پیشگاه فرهنگ» را برای کانال‌های ماهواره‌ای سیاسی فارسی‌زبان تولید کردند.
نوری‌علا مدرس ادبیات فارسی و «جامعه‌شناسی اسلام» در دانشگاه دنور کلرادو بوده است.
از اول دسامبر ۲۰۰۷، نشریه اینترنتی سکولاریسم نو به سردبیری نوری علا بر روی شبکه اینترنت جهانی قرار گرفت.
نوری علا در سال ۲۰۱۰ شبکه «سکولارهای سبز ایران» را بنیان‌گزاری کرد و در اگوست ۲۰۱۳ نیز «جنبش سکولار دموکراسی ایران» به همت او و تنی چند از همفکرانش شکل گرفت. در اکتبر ۲۰۱۳ نوری‌علا سکولاریسم نو را تعطیل کرد و این نشریه جای خود را به سایت «جنبش سکولار دموکراسی در ایران» داد.

## عقاید و نظریات
اسماعیل نوری‌علا در زمان حکومت پهلوی از مخالفان و مبارزان با گرایش به تفکرات چپ بود و در جریان انقلاب ۱۳۵۷ مستقیماً از انقلاب اسلامی و شخص سید روح‌الله خمینی حمایت کرد. در ۱۰ آذرماه ۱۳۵۷ امیر پیشداد، مولود خانلری، حسین ملک و حسین مهدوی نامه‌ای را با عنوان «نامه سرگشاده به همه مبارزان جنبش مردم ایران» منتشر کردند که در آن سعی کرده بودند با نگاهی سکولار دربارهٔ روی کار آمدن یک حکومت دینی در ایران هشدار دهند و تردیدها و سئوال‌هایی را که نسبت به جهت‌گیری دینی و نقش روحانیون در مسیر انقلاب داشتند مطرح کنند. در کمتر از دو هفته، نوری‌علا مقاله‌ای با عنوان «اسلام واقعی که بت می‌شکند، نه آن‌که بت می‌آفریند» خطاب به این اشخاص و روشنفکران سکولار نوشت و آن را برای احمد شاملو، که در آن وقت سردبیر مجله ایرانشهر بود فرستاد و شاملو نیز این جوابیه را عیناً در تاریخ ۲۳ آذر ۱۳۵۷ در هفته‌نامه ایرانشهر به چاپ رساند. او در این مقاله از دینی به نام «اسلام واقعی» سخن گفت و آن را متفاوت از اسلامی که روحانیون معرفی می‌کنند دانست. او انقلاب اسلامی را «جنبش مردم ایران» و روح‌الله خمینی را «امام تشیع»، «منتخب مردم»، «پدیده‌ای تازه و دلگرم کننده در تاریخ تشیع» و «امام کفن‌پوش کربلا» نامید. او آورده بود:
«امام خمینی پدیده‌ای تازه و دلگرم‌کننده در تاریخ تشیع است. او رهبر سیاسی جنبش است، جنبشی که تعریفی جز برانداختن ظلم و تقلید کورکورانه و شکستن بت‌های دیکتاتوری سیاسی و مذهبی ندارد … امام خمینی را مردم انتخاب کرده‌اند؛ به جهت اینکه در عین علم به احکام شرع، به مقام ارشدیت نیز رسیده است. او در پی آن نیست تا قشر روحانیت را حاکم بر سرنوشت ما کند، بلکه در پی آن است تا ما را از دیکتاتوری همه اقشار حاکم و خواستار اطاعت کورکورانه برهاند … رهبری مردم شیعه باید از آن کسی باشد که امام کفن‌پوش کربلا را در پیش روی دارد. جز این هر رهبری حتی در اوج محبوبیت یکشبه در بایگانی تاریخ مطول ما مدفون خواهد شد. پس باکی نیست اگر جنبش مردم ایران ماهیتی سیاسی–مذهبی دارد، این در واقع ذات طبیعی هر جنبش توده‌ای در مشرق زمین است. ملت ایران خواستار حکومت علماء نیست بلکه خواستار حکومت اسلامی است مگر ما فراموش کرده‌ایم که شاه سلطان حسین هم عالم به علم مذهبی بود؟ نه! ما خواستار حکومت هیچ شاه سلطان حسینی نیستیم و از همین روی از طرح مسئله حکومت اسلامی در ایران نباید باکی داشته باشیم، چرا که اکنون ایرانیان خواستار آن اسلام واقعی‌اند که بت می‌شکند، نه آنکه بت می‌آفریند. آن اسلام که زاینده زینب هاست نه آن اسلام که حرمسراهای شاهان صفوی را پر کرده بود. طلاب دینی دانشجویان حقوق دینی‌اند و فقها و مجتهدین حقوقدانان‌اند و نه بیش، و امام خمینی چه برنامه‌هایی ارائه داده جز بازگشت به ایران و انجام انتخابات آزاد و برقراری حکومت مردم بر مردم؟ این تفاوت اوست با آن روحانیتی که خواستار اجرای قانون اساسی است صرفاً برای به دست آوردن حق وتو با فرستادن پنج نماینده به مجلس. خلاصه اینکه خلط دینی بودن جنبش مردم ایران با رهبری سیاسی قشر روحانیت نباید موجب پیدایش سوء تفاهم شود. اگر اراده مردم ایران مطرح است، این مردم چنین می‌خواهند. حکومتی اسلامی یعنی حکومت مردم بر مردم با تکیه بر مبانی مترقی حقوق اسلامی و تشیع سرخ علوی … آیت‌الله خمینی اکنون از پشتیبانی کامل ملت ایران برخوردار است پس می‌تواند به کمک افراد مورد اعتماد خود – که خود بخود مورد اعتماد مردم ایران هم خواهند بود – به آفریدن سازمان‌های رهبری سیاسی دست زند…»
پس از انقلاب اسلامی، نوری‌علا برای چند سال در ایران ماند و حتی در سال ۱۳۵۸ سمت‌هایی هم مانند مشاور برنامه‌ریزی صدا و سیما داشت. اما در سال ۱۳۶۱ به انگلیس رفت و بلافاصله به جمع مخالفان و فعالان سیاسی سیاسی نظام جمهوری اسلامی پیوست. او همواره خودش را یک جمهوری‌خواه معرفی کرده و طرفدار نظام فدرالیسم در ایران است و حتی تعهد به حفظ تمامیت ارضی ایران را کافی نمی‌داند. حسن بهگر در گفتاری با نام «فدرالیسم سبز و نو هم به بازار آمد» تفکرات نوری‌علا را به سخره گرفته است.
از دهه ۲۰۰۰ میلادی، اسماعیل نوری‌علا با یک چرخش از گرایش‌های فدرالیسم خود کوتاه‌تر آمده و با تأکید بر عبارات جدیدی چون «ملت ایران»، «یک کشور–یک ملت» و «شکوه تاریخ ایران باستان» به جمع ملی‌گرایان وارد شد. وی از همان ابتدا از مخالفان رضا پهلوی و طرفدارانش بود. نوری‌علا در مصاحبه‌ای با شهرام همایون در سال ۲۰۱۸، رضا پهلوی را «رانت‌خوار» و «فاقد شایستگی‌های شخصی» توصیف کرد. با این وجود در سال‌های اخیر، این بار به جمع هواخواهان رضا پهلوی و سلطنت‌طلبان پیوسته است.
او در ۲ فروردین ۱۴۰۰، در گفتاری با عنوان «رضا پهلوی در قامت یک شورشی؟» به تمجید از رضا پهلوی پرداخت و او را «کاوه ضحاک شکن» نامید. نوری‌علا در ۵ بهمن سال ۱۴۰۱ به کمپین من وکالت می‌دهم پیوست و به رضا پهلوی وکالت داد؛ اما گفت که عریضه وی را امضا نخواهد کرد. همچنین در فروردین ۱۴۰۳، نامه‌ای با موضوع «محوریت رضا پهلوی در مبارزه برای گذر از جمهوری اسلامی» منتشر کرد و ضمن تأکید بر جمهوری‌خواه بودن خود تمام گرایش‌های پیشین خود را منکر شد و نوشت: «برای برانداختن حکومت اسلامیِ مسلط بر ایران و مستقر ساختن حکومتی سکولار و دموکرات در ایرانی محفوظ مانده از هر تعرض و تهاجمی به تمامیت ارضی‌اش و برای ملت متکثر اما یکپارچهٔ ایران، آن هم در ظل مفهوم شناخته شده بین‌المللی «یک کشور–یک ملت»، در سال جدید وارد فاز بسیار مهم و جدیدی شده است که در قله آن شخص شاهزاده رضا پهلوی قرار دارد».
از نظر دینی، اسماعیل نوری‌علا یک مسلمان شیعه و بسیار باورمند است. چنانچه در نوشتاری خداپرستی را امری ژنتیکی می‌خواند و می‌نویسد:
«ژن‌شناسان جهان رفته رفته به این امر باور کرده‌اند که دانش مربوط به وجود خدایی شبیه به انسان اما مقتدرتر از او، دانشی است که در طی قرن‌ها در وجود آدمی انباشته و مخمر شده و اکنون به صورت وراثت ژنتیک از نسلی به نسل دیگر منتقل می‌شود؛ یعنی، انسان نه تنها با تصور خدا به دنیا می‌آید بلکه به صورتی مادرزادی بسیاری از راه‌های معامله با خدا را هم بلد است…»
همچنین در مقاله دیگری در ۱۸ فروردین ۱۳۸۵ با عنوان «خدایی که ربوده شده» مدعی شد خدای او را روحانیون دزدیده‌اند. وی در آغاز مقاله نوشت: «برای میلیاردها انسان خداباور، اثبات وجود خدا نیازی به استدلال ندارد. آنان در اعماق جان خویش حضور این در برابر چشم غایب از نظر را درک می‌کنند، به او عشق می‌ورزند، از او می‌ترسند، شرمنده اویند و به قول سعدی به عذر گناه، روی به درگاه خدا آوردند…» نیز در ادامه نوشت: «حس می‌کنی که این خدا دیگر خدای قدیمی تو نیست. می‌بینی که حجت‌السلام‌ها، او را از تو ربوده و زیر زمین مسجد خویش پنهان کرده‌اند…» هوشنگ معین‌زاده از این تفکرات غیر علمی وی انتقاد کرده است.
دیدگاه‌ها و نظریات اسماعیل نوری‌علا تاکنون توسط بسیاری از نویسندگان و کنشگران مانند هوشنگ معین‌زاده، پرویز داورپناه، امید دانا، عطا هودشتیان، مازیار تپوری و… مورد انتقاد قرار گرفته است.

## فعالیت‌های ادبی

### در زمینهٔ نقد

#### نقد ادبی
نقد شعر نو در دههٔ سی، به رغم ظاهر علمی، نقدی ذوقی-اخلاقی بود؛ نقدی بود اخلاقی، بر اساس دانش عمومی منتقد در زمینه‌های مختلف و علایق شخصی به مقولهٔ شعر و شاعری. نقد در معنای علمی، در دههٔ چهل پا گرفت؛ اگرچه از انحراف و حب و بغض‌ها هنوز خالی نبود. فعال‌ترین و مطرح‌ترین منتقدان دههٔ چهل عبارت بودند از: عبدالعلی دستغیب (منتقد نوقدمایی میانه‌رو)، یدالله رؤیایی (منتقد و مبلغ و بانی نقد فرمالیستی در ایران)، اسماعیل نوری‌علاء (مبلغ و مفسر و مروج شعر موج نو)، محمد حقوقی (مسلط بر ادبیات قدیمه و مدافع فرمالیسم)، م. آزاد، مهرداد صمدی و رضا براهنی.
در این میان اسماعیل نوری‌علاء مطرح‌ترین مدافع و مفسر و شارح شعر موج نو بود. او شعر سهراب سپهری را «پدر بلافصل» شعر احمدرضا احمدی (بانی موج نو) می‌دانست. او شعر «لولوی شیشه‌ها» سهراب سپهری را از نمونه‌های اول این طرز دانسته و نوشته بود: «سپهری در این شعر دریچه‌ای به دنیای تازه‌یافته می‌گشاید و تصاویری تازه ارائه می‌دهد.» با این وجود از نظر مدافعان «طرح» احمدرضا احمدی هیچ‌چیز جز خود مدرنیسم افراطی ضد سنت مطرح نبود، آن‌ها حتی گرایش عرفانی سپهری و هوشنگ ایرانی را که به‌نوعی تعهد و معنا احاله داشت، برنمی‌تافتند. از نظر نوری‌علاء شعر موج نو حرکت قاطعی به سوی «شعر ناب» محسوب می‌شود و به همین دلیل بسیاری از مشخصات شعر ناب را می‌توان در آن دید.
چند سال پس از انتشار شعر موج نو، اسماعیل نوری‌علاء شاخه‌هایی را در آن مشخص و از هم جدا می‌کند که به قرار ذیل بود:
- شعر موج نو اصیل. که به نظر نوری‌علاء، تنها نمایندهٔ واقعی آن احمدرضا احمدی بود (و ظاهراً هنوز نیز تنها اوست). احمدی در موج نو «نثرگرای اصیل» نیز بوده است.
  1. نثرگرایان اصیل موج نو. از این شاخه شاعران زیادی را می‌شد نام برد که بعد از احمدی، مهم‌ترین آن‌ها عبارت بودند از: محمدرضا اصلانی، شاهرخ صفایی، شهرام شاهرختاش، فریدون معزی‌مقدم، م. نوفل، محمدرضا فشاهی، عظیم خلیلی، مجید نفیسی، تیرداد نصری.
  2. نظم‌گرایان اصیل موج نو. شاعران این شاخه معدود بودند. از جملهٔ این گروه می‌شد از حسین مهدوی و جواد مجابی نام برد.
- موج نو مشکل. نوری‌علاء شعر عده‌ای از شاعران را از شعر موج نو اصیل نمی‌داند. او معتقد است همهٔ خصوصیات موج نو - به‌طور کلی - در مورد این شاخه صادق است، با این تفاوت که اگر در شاخهٔ اصیل موج نو کوشش در به وجود آوردن وسایل ایجاد رابطه همچنان برقرار است، در این شاخهٔ دوم، شعر به صورت مشکل و نامفهوم و گنگ درآمده و گاه ایجاد رابطه با آن غیرممکن می‌شود. شعر این شاخه از موج نو بیشتر چشم به کوشش‌های شاخهٔ «شعر نوی حاشیه‌ای» دارد و می‌کوشد تا از تجارب دست‌نخوردهٔ آن‌ها استفاده کند. نوری‌علاء شاعران مشکل‌گوی موج نو را نیز به دو گروه تقسیم می‌کند:
  1. نثرگرایان مشکل‌گوی موج نو؛ که در آن میان از بهرام اردبیلی، بیژن الهی، پرویز اسلامپور، هوتن نجات، حسین رسائل و حمید عرفان نام می‌برد؛ و دربارهٔ بیژن الهی می‌نویسد: «اولین کسی که در این راه قدم می‌زند بیژن الهی است. او که در اشعار نخستین خود تمایلی به ساده‌گویی و ایجاد رابطه با خواننده داشت رفته‌رفته از این کار سر باز می‌زند و اشعارش به یک‌باره تبدیل به حجمی سیاه و دست‌نیافتنی می‌گردد.»
  2. نظم‌گرایان مشکل‌گوی موج نو؛ که به اعتقاد نوری‌علاء مهم‌ترین شاعر این شاخه یدالله رؤیایی است.

اسماعیل نوری‌علاء پابرجاترین مدافع شعر محمدعلی سپانلو نیز بود. وقتی که نوری‌علاء به موارد متعددی از غلط‌های دستوری و تصویری در شعر سپانلو اشاره می‌کند. مهرداد صمدی، مفسر مؤثر موج نو در دههٔ چهل می‌گوید: «اصلاً غلط دستوری توی شعر خیلی کم‌اهمیت است. مخصوصاً وقتی شعر خوب باشد» و سپانلو می‌گوید: «اگر واقعاً عیبی هست من کلاً بی‌تقصیرم.»
از اتفاقات قابل توجه سال ۱۳۴۶ توجه چشمگیر زنان به شعر و شاعری بود. عده‌ای علت این توجه را موفقیت و مرگ فروغ فرخزاد دانسته بودند. اسماعیل نوری‌علاء ضمن اشاره و تأیید این نکته در مقاله‌ای تحت عنوان «تذکرة اللطیفه» می‌نویسد که این هجوم و استقبال متأسفانه سبب «کمبود اصالت و فقدان استقلال لازم» در شاعره‌های دههٔ چهل شد. او در این مقاله از ۱۲۰ نفر از شاعران زن نام می‌برد.

#### نقد اجتماعی
اسماعیل نوری‌علاء همچنین مقالاتی با عنوان «دربارهٔ جوانان» با نام مستعار «ماهیار» در مجله فردوسی شماره‌های ۸۸۲ تا ۸۸۸ (از مهر تا آذر ۱۳۴۷) به چاپ رساند و در این مقالات کوشش کرد تا وجوه مختلف زندگی «جوان» آن روزگار را ترسیم کند.

### در زمینهٔ شعر
«اتاق‌های در بسته» نخستین مجموعهٔ شعر اسماعیل نوری‌علاء اتفاقاً ربط چندانی به شعر موج نو نداشت؛ اگرچه انگیزهٔ پیدایش شعر متفاوتِ موج نو که مخالفت با سانتیمانتالیسم و سمبولیسم و روی آوردن به اشیا و روابط غیرمعمول روزمره بود، پشت سر اشعار او نیز دیده می‌شد. اشعار این مجموعه بدیع و ساده بود، ولی کمبود موسیقی و در نتیجه جا نیفتادن پاره‌ای از کلمات در بافت اشعار، آن را به مجموعه ترجمه‌ای تشبیه کرده بود. به‌ویژه آن‌که نوع تصویرسازی و بسیاری از اشیا مورد توجه شاعر هم، بیشتر رنگ و بوی فرنگی داشت؛ مثل «ماه‌نوردان» و «جنگ جهانی» که از طریق مجلات می‌رسید.

## گروه ادبی طُرفه

نشسته از چپ (ردیف اول): سیمین بهبهانی، مهدی اخوان ثالث، ابوالحسن نجفی، محمدعلی سپانلو و شهرزاد سپانلو؛ ایستاده: اسماعیل نوری اعلا؛ نشسته از چپ (ردیف دوم): نعمت آزرم، حسن پستا، محمود مشرف آزاد تهرانی. سال ۱۳۵۹.

اسماعیل نوری‌علاء به همراه احمدرضا احمدی، محمدعلی سپانلو، غفار حسینی و نادر ابراهیمی انتشارات طرفه را به نیت دفاع از هنر موج نو و پشتیبانی از هنرمندان موج نویی (به‌ویژه شاعران)، در اوایل دههٔ چهل تأسیس کرده بود و با انتشار چندین جُنگ و داستان و مجموعهٔ اشعار و نگارش مقالات فراوان در نشریات متعدد توانسته بود که حرکت موج نو را تسریع کند.

### جُنگ ادبی طُرفه
کتاب اول طرفه در تیرماه ۱۳۴۳ منتشر شد. این کتاب مشتمل بر ۴ بخش بود: قصهٔ ایرانی، شعر ایرانی، شعر دیگران، و بررسی و نقد. بخش شعر شامل اشعاری از: جعفر کوش‌آبادی، یدالله رؤیایی، بهمن فرسی، رضا براهنی، ا.ن. پیام (اسماعیل نوری‌علاء)، م. آزاد، غفار حسینی، محمدعلی سپانلو و احمدرضا احمدی.
کتاب دوم طرفه در آبان ۱۳۴۳ منتشر شد. شاعران این مجموعه عبارت‌اند از: محمدعلی سپانلو، منوچهر آتشی، احمدرضا احمدی، م. آزاد، یدالله رؤیایی، جعفر کوش‌آبادی، پرتو نوری‌علاء، غ. متین، منوچهر شیبانی، محمد حقوقی، مروا، بیژن الهی، سیروس آتابای، غفار حسینی، و الف. ن. پیام. (اسماعیل نوری‌علاء)

### جزوهٔ شعر
در فروردین سال ۱۳۴۵ انتشارات طرفه که مدافع جریان شعر موج نو بود، جُنگی با نام جزوه شعر منتشر کرد. مسؤول و مدیر جزوه اسماعیل نوری‌علاء بود. شاعران دفتر اول جزوهٔ شعر عبارت‌اند از: احمدرضا احمدی، عبدالوهاب احمدی، بهرام اردبیلی، محمدرضا اصلانی، بیژن الهی، پروانه، الف. ن. پیام (اسماعیل نوری‌علاء)، الف. تمرز، محمدعلی سپانلو، شاهرخ صفایی، حمید عرفان، پ. غریب، بیژن کلکی، فریده فرجام، جواد مجابی، فریدون معزی‌مقدم.

## مشاغل و سمت‌ها
اسماعیل نوری‌علا از دهه ۶۰ تا ۷۰ میلادی، در مشاغل و مناصب بسیاری در داخل و خارج از ایران فعالیت داشته است. برخی از برجسته‌ترین آنها عبارت‌اند از:

### فعالیت‌های فرهنگی
- شرکت در تأسیس «سازمان انتشارات طرفه»: ۱۳۴۲
- عضو هیئت داوران «جایزه سپاس»: ۱۳۴۷
- عضو مؤسس و دبیر «کانون نویسندگان ایران»: ۱۳۴۶–۱۳۴۹
- دبیر «سندیکای هنرمندان ایران»: ۱۳۵۱
- عضو هیئت برنامه‌ریزی برای رشته سمعی و بصری دبیرستان‌های ایران: ۱۳۵۲
- مؤسس گروه هنری «ایران کوچک» در لندن: ۱۳۶۰–۱۳۶۵
- عضو مؤسس «انجمن هنرمندان و نویسندگان ایران» در بریتانیا: ۱۳۶۵
- عضو مؤسس «انجمن فرهنگی پویشگران»: ۱۳۷۳–تاکنون

### فعالیت‌های آموزشی
- مدرس زبان انگلیسی در دبیرستان دارالفنون: ۱۳۴۴
- مدرس «جامعه‌شناسی فرهنگ» در دانشکده علوم اجتماعی دانشگاه تهران: ۱۳۵۱
- مدرس «فرهنگ ایرانی» در دانشکده هنرهای زیبای دانشگاه تهران: ۱۳۵۲
- مدرس «زبان و ادبیات فارسی» در دانشکده یونیورسیتی در دانشگاه دنور کلرادو: ۱۳۸۹
- مدرس «تاریخ اسلام» در دانشکده یونیورسیتی در دانشگاه دنور کلرادو: ۱۳۸۹
- مدرس «جامعه‌شناسی اسلام» در دانشکده عالی مطالعات بین‌المللی در دانشگاه دنور کلرادو: ۱۳۸۹

### فعالیت‌های اداری
- مترجم دفتر همکاری‌های ایران و یونسکو در سازمان برنامه: ۱۳۴۷–۱۳۴۸
- مترجم سازمان شرکت‌های تعاونی: ۱۳۴۸
- معاون مدیر کل دفتر برنامه‌ریزی وزارت فرهنگ و هنر: ۱۳۵۰–۱۳۵۲
- معاون مدیر کل دفتر برنامه‌ریزی منطقه‌ای در سازمان برنامه و بودجه: ۱۳۵۲ تا ۱۳۵۵
- مشاور برنامه‌ریزی صدا و سیما: ۱۳۵۸
- مدیر عامل شرکت «پرینت هود» در لندن: ۱۹۸۲–۱۹۸۵
- مدیر عامل شرکت «بل سایز پرینت سنتر» در لندن: ۱۹۸۶–۱۹۹۴
- دمدیر شعبه کلرادو بلوارد «رابرت وایزمن کمرا» دنور: ۱۹۹۵–۱۹۹۶
- مدیر عمومی شرکت کامپیوتری «بی سی آی گروپ» دنور: ۱۹۹۸–۲۰۰۱
- مدیر پروژه‌های «ام سی اس آی» دنور: ۲۰۰۱–۲۰۰۳
- مدیر امور اداری و مالی «ایمپکس اینترنشنال» دنور: ۲۰۰۳–۲۰۰۵
- مدیر عمومی شرکت «دایرکت اکشن کامیونیکیشن» دنور: ۲۰۰۶–۲۰۱۰

## فیلم‌شناسی

### کارگردان
- مطرب (۱۳۵۱)
- مردان سحر (۱۳۵۰)

### فیلم‌نامه‌نویس
- بهرام بیضایی: موزاییک استعاره‌ها (۲۰۱۹ میلادی)
- زیبای پررو (۱۳۵۴)
- گذر عمر (مجموعه تلویزیونی) (۱۳۵۱)
- مطرب (۱۳۵۱)
- مردان سحر (۱۳۵۰)
- ایوب (۱۳۵۰)
- دوربین (۱۳۵۱)
- اون شب که بارون اومد (۱۳۵۱)
- انقلاب (۱۳۵۸)

### بازیگر
- صبح روز چهارم (۱۳۵۰)